# 春風亭栄橋
春風亭 栄橋（しゅんぷうてい えいきょう、1939年〈昭和14年〉3月5日 - 2010年〈平成22年〉1月12日）は、東京都秋川市（現：あきる野市）出身の落語家。落語芸術協会真打。本名∶山田 昌男。出囃子は『喜撰』。

## 経歴
1957年3月に東京都立国立高等学校卒業後、三代目桂三木助に入門。前座名は桂木久夫。1960年、三木助が日本芸術協会を脱会したため大師匠六代目春風亭柳橋門下に移籍し、春風亭柳夫に改名。
1961年10月、二ツ目昇進し、栄橋に改名。1967年に『笑点』の第1回若手大喜利に出演。1969年4月から11月にかけて『笑点』の大喜利に出演。若手大喜利メンバーからの昇格は初である。
1973年10月、三遊亭圓太と共に真打昇進。1980年、文化庁芸術祭優秀賞を受賞。
1988年4月15日、立川談志らが音頭をとり、栄橋を経済的にも精神的にも応援するため明治座で「春風亭栄橋の会」を開催。多数の芸人が応援出演、杉良太郎ら明治座出演中の俳優も客席から見守った。
25年間の長期療養の末、2010年1月12日死去。
70歳没。

## 人物
日本テレビ「笑点」司会の立川談志によって笑点大喜利メンバーに抜擢された。
軽い芸風で根強いファンがいた。
人生の半分以上をパーキンソン病との闘病に費やしたことで知られる。発病時期は定かでなく、当初は酒の飲みすぎによるアルコール中毒であろうとたかをくくっていた。病院で精密検査を何回か行ったが、すぐには病名はわからなかった。また28歳の時に酒のトラブルで酔っ払いと喧嘩になり左眼を殴られ、痛みがあったが放置したために網膜剥離で失明している。
その後病名が分かり、恩人の談志に相談したところ、「芸人なら自分の全てをさらけ出せ!」と命じられ、1980年1月10日、テレビの生放送（TBSテレビ　鈴木治彦司会の「モーニングジャンボ奥さま8時半です」）に談志、談志の盟友の毒蝮三太夫、そして栄橋が出演し、パーキンソン病であることを公表した。その後、栄橋は普通の高座に上がって「私はパーキンソン病なんです…」と冒頭で告白し、客を唖然とさせた。見かねた山本益博から「そういうことは（ストレートに言うのでなく）ワンクッション何か入れなさい」と注意されたことがある。
栄橋の病気であるパーキンソン病を、戸塚ヨットスクールの戸塚宏がヨットスクールで鍛えれば治ると申し出たため、談志は彼を同スクールに入学させている。談志の弟子の立川談春、志らく、関西、談々を付き添い役とし、彼らも入学した。病気はもちろん治らなかったが、それからはたまに高座に復帰するようになっていたという。
1992年に妻の山田光恵が『もう一度聴きたい寄席囃子』をリヨン社から出版。難病を抱えた夫との生活を振り返りながら文を綴った。

## 芸歴
- 1957年3月 - 三代目桂三木助に入門。前座名「木久夫」。
- 1960年 - 六代目春風亭柳橋門下に移籍、「柳夫」に改名。
- 1961年10月 - 二ツ目昇進、「栄橋」に改名。
- 1973年10月 - 真打昇進。

## 受賞
- 1980年 - 文化庁芸術祭優秀賞

## 同名の落語家
- 初代船遊亭扇橋の弟子に初代鯉昇亭栄橋（須田金右衛門）の名がある。